# سوکووه (شهرستان گووداپ)
سوکووه (به لهستانی:  Sokoły) یک روستا در لهستان است که در گمینا گووداپ واقع شده‌است.